# Mircea Faria

Portret

Mircea Faria (n. 1920 – d. 1986, București) a fost un artist grafic român, membru al F.I.A.P și A.A.F.R, care s-a ocupat de fotografia artistică și a obținut numeroase premii interne și internaționale.
Mircea Faria a fost și profesor la Institutul de Arte Plastice din București.
În amintirea sa, fotoclubul din Craiova îi poartă numele.